# Porella minuta
Porella minuta är en mossdjursart som först beskrevs av Norman 1868.  Porella minuta ingår i släktet Porella och familjen Bryocryptellidae. Utöver nominatformen finns också underarten P. m. orientalis.